# Mất tích (mùa 1)
Mùa đầu tiên của loạt phim truyền hình Mất tích bắt đầu phát sóng ở Hoa Kỳ và Canada vào ngày 22 Tháng 09 năm 2004, kết thúc vào ngày 25 tháng 5 năm 2005 và gồm 25 tập. Mùa đầu tiên phát sóng thứ tư lúc 8 giờ 00 chiều tại Hoa Kỳ. Mùa đầu tiên đã được phát hành trên đĩa DVD tại Hoa Kỳ gồm 7 đĩa đóng hộp đặt dưới tiêu đề Lost: The Complete và phát hành vào ngày 06 tháng 09 2005 bởi Buena Vista Home Entertainment.

## Nội dung
Bắt đầu bằng sự kiện chuyến bay số 815 của hãng hàng không Oceanic Airlines bị rơi xuống một hoang đảo xa xôi kỳ bí nào đó ở Nam Thái Bình Dương. Các mảnh vỡ chia làm 3 phần, các nạn nhân ở phần đầu máy bay đã chết hết. Phim giới thiệu về 48 người sống sót của phần thân máy bay và nhóm người này buộc phải đoàn kết cùng nhau để tồn tại, khám phá hòn đảo, tự đóng thuyền và tìm cách rời hòn đảo và họ dần nhận ra là hòn đảo không hề bình thường và họ không phải là những người duy nhất trên đảo.

## Nhân vật chính
| Nhân vật            | Diễn viên        |
| ------------------- | ---------------- |
| Kate Austen         | Evangeline Lilly |
| Jack Shephard       | Matthew Fox      |
| Michael Dawson      | Harold Perrineau |
| James "Sawyer" Ford | Josh Holloway    |
| Sayid Jarrah        | Naveen Andrews   |
| Jin-Soo Kwon        | Daniel Dae Kim   |
| Sun-Hwa Kwon        | Yunjin Kim       |
| Claire Littleton    | Emilie de Ravin  |
| John Locke          | Terry O'Quinn    |
| Hugo "Hurley" Reyes | Jorge Garcia     |
| Charlie Pace        | Dominic Monaghan |